# Artur Almeida
Artur Nogueira de Almeida Neto (Belo Horizonte, 18 de maio de 1960 — Lisboa, 24 de julho de 2017) foi um jornalista brasileiro.

## Biografia
Filho do também jornalista Guy de Almeida e formado pela PUC Minas, em 1987 iniciou pela primeira vez na TV Globo Minas, saindo em 1990 e só regressando em 1992. A segunda fase na emissora durou 25 anos, terminando quando Artur Almeida faleceu. Artur ocupou as funções de editor-chefe e apresentador por mais de 20 anos. Foi editor-chefe e apresentador do MGTV entre 1997 e 2004 e 2009 e 2017. Entre 2004 e 2009 Artur exerceu as mesmas funções no Bom Dia Minas.

## Morte
Morreu em 24 de julho de 2017, vítima de uma parada cardiorrespiratória enquanto tirava férias em Lisboa, Portugal.